# درختان زیتون (نقاشی ون گوگ)
درختان زیتون (انگلیسی: Olive Trees) مجموعه‌ای متشکل از دست‌کم، ۱۵ نقاشی از درختان زیتون می‌باشد که توسط نقاش مشهور هلندی پسا دریافتگرا، وَنسان وَن گوگ خلق شده‌است. ون گوگ، این طرح‌ها را عمدتاً در منطقهٔ سن رمی - که بنا بر خواست خودش - در آسایشگاه آنجا حضور داشت، به سال ۱۸۸۹ طراحی کرد. او از ماه مه ۱۸۸۹ تا مه ۱۸۹۰، در آن آسایشگاه اقامت داشت و نقاشی‌هایی از باغ‌های آنجا کشید و فراتر از دیوارهای آسایشگاه، در حالی که اجازه داشت بیرون از محوطه حضور داشته باشد، با چشم‌اندازی از درختان زیتون، درختان سرو و مزارع گندم مواجه شد. این نقاشی ون گوگ، درختان زیتون را در یک چشم‌انداز کوهستانی به نمایش می‌گذارد که به تعبیری، مکمل اثر دیگر نقاش، به نام شب پر ستاره است. ابعاد این اثر ون گوگ (۹۲ × ۷۲٫۵) سانتیمتر می‌باشد.
نقاشی‌های درختان زیتون، برای ون گوگ، از اهمیت بسزایی برخوردار بودند. برخی از این مجموعه‌ها در ماه مه ۱۸۸۹، متجلی زندگی، استنباط و چرخهٔ حیات بودند؛ در حالی که، برخی دیگر از این طرح‌ها - از نوامبر ۱۸۸۹ - نمایانگر تلاش هنرمند برای نشان دادن احساساتش دربارهٔ مسیح و مصائب باغ جتسیمانی است.

## سن رمی
در ماه مه سال ۱۸۸۹، ون گوگ به شکل داوطلبانه وارد آسایشگاه سنت پل نزدیک سن رمی گردید، او در آنجا به سلول‌های دیگر نیز دسترسی داشت و از آن‌ها به عنوان استودیو استفاده می‌کرد، در ابتدا به دلیل پناهندگی فوری، برای نقاشی بدون میله‌های پنجره اندکی محدود بود، او دنیا را از پنجره اتاقش می‌دید، عناصری همچون پیچک‌ها تحت پوشش و گستردگی درختها، یاس‌ها و زنبق‌ها و سوسن‌ها، در باغ.

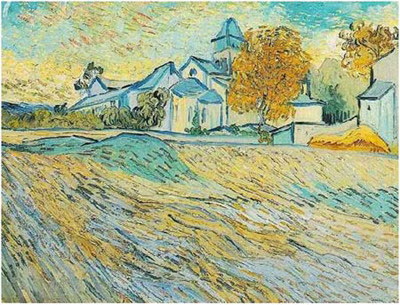
چشم‌اندازی از آسایشگاه و کلیسای سن رمی، از مجموعهٔ الیزابت تیلور

وقتی در خارج از دیوارهای آسایشگاه قرار گرفت، اقدام به طراحی و کشیدن نقاشی‌هایی با زمینهٔ مزارع گندم، باغ‌های زیتون و درختان سرو در حومه و اطراف آسایشگاه نمود که از ویژگی‌های بارز پروونس بودند، در طول یک دورهٔ یک ساله ون گوگ در حدود ۱۵۰ بوم را نقاشی کرد.
رژیم غذایی و تحمیل زندگی آمیخته با پناهندگی در آسایشگاه باعث عدم ثبات و پایداری ون گوگ گردیده بود، خود ون گوگ در این باره گفته: «من در اینجا احساس شادی می‌کنم وقتی کار می‌کنم آن‌هم در بیرون و فضای باز، وقتی که اینجا می‌ایستم برای مدت‌های طولانی خوب، عادت‌ها و چیزهای خوب بسیار زیادی آموخته‌ام و برای بلند مدت این تنها درخواست من از زندگی است»، وقتی که روزگار او در سن رمی سپری می‌گردید مجبور شده بود تا بعضی از عادت‌ها و علایق خود را تغییر دهد، همانند نوشیدن قهوه، الکل، عادت غذا خوردن در ساعت‌های بد و غیرمناسب و تلاش‌های دوره‌ای در جهت استفاده از تربانتین و رنگ
در آن شرایط حتی نحوهٔ ایستادن او ایدئال و طبیعی نبود، در جهت ترک محوطهٔ آسایشگاه نیاز به یک سری از مجوزهای لازم داشت، غذای او کاملاً مختصر بود و تقریباً همیشه تنها کمی نان و سوپ میل می‌کرد، از دیدگاه رسیدگی به وضع ظاهری در تمام آن سالی که در آنجا حضور داشت تنها دو ساعت در هفته برای استحمام وقت داشت، ون گوگ به دلیل بیماری‌اش دچار حملات دوره‌ای می‌گردید که احتمالاً ناشی از یک گونه از بیماری صرع بود، در اوایل سال ۱۸۹۰ یعنی همان زمانی که حملات بیماری‌اش شدت پیدا کرد به این نتیجه رسید که اقامت و پناهندگی‌اش در آسایشگاه کمکی به بهبود وضعیتش نخواهد کرد، به همین دلیل در ماه مه سال ۱۸۹۰ به جانب اور سور آواز در شمال پاریس عزیمت کرد.

## درختان زیتون، عنوان یک موضوع
نقاشی‌هایی با زمینهٔ حومهٔ شهر، زمینهٔ اطراف، درختان سرو و درختان زیتون ترمیم اتصال ون گوگ به طبیعت از طریق هنر است، او حداقل ۱۸ نقاشی در سال ۱۸۸۹ خلق کرد که عمدهٔ مضامین آن در رابطه با درخت مقدس زیتون می‌باشد که به شکل فراگیر در سراسر جنوب فرانسه وجود دارند و پراکنده هستند.